# Inga pseudoinvolucrata
Inga pseudoinvolucrata är en ärtväxtart som beskrevs av Mario Sousa. Inga pseudoinvolucrata ingår i släktet Inga och familjen ärtväxter. Inga underarter finns listade i Catalogue of Life.